# Bitmap
Formatul de fișier BMP, uneori numit bitmap ("hartă de biți") sau formatul de fișier DIB (in engleza " device independent bitmap "), este un format de fișier imagine utilizat pentru a stoca imagini digitale, în special pe Microsoft Windows și sisteme de operare OS/2.